# Cacopsylla alaskensis
Cacopsylla alaskensis är en insektsart som först beskrevs av William Harris Ashmead 1904.  Cacopsylla alaskensis ingår i släktet Cacopsylla och familjen rundbladloppor. Inga underarter finns listade i Catalogue of Life.